# Knut Hallberg

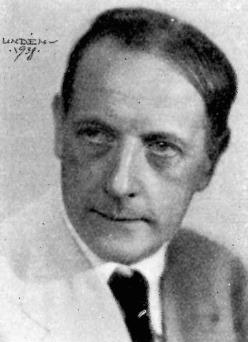
Knut Hallberg.

Knut Axel Hallberg, född 13 oktober 1895 i Stockholm, död 10 maj 1983, var en svensk kirurg.
Hallberg, som var son till grosshandlare Axel Hallberg och Augusta Pettersson, blev student 1916, medicine kandidat 1920 och medicine licentiat 1924, allt i Stockholm. Han var underläkare vid medicinska och kirurgiska klinikerna på Serafimerlasarettet 1922–1923 och 1927, vid kirurgiska kliniken på Sundsvalls lasarett 1925, på Gävle lasarett 1925–1927, på Akademiska sjukhuset i Uppsala 1927–1930, vid ortopediska kliniken på Sankt Görans sjukhus 1931–1933, på lasaretten i Helsingborg och Linköping 1933–1937 samt lasarettsläkare vid kirurgiska kliniken på Hudiksvalls lasarett 1938–1961 och styresman där 1938–1953. Han var ordförande i Hälsinglands läkarförening 1939–1948. Han författade skrifter inom bland annat kirurgi, medicin och populärvetenskap. 